# Alphard
Alphard eller α Hydrae (förkortat Alfa Hya, α Hya) som är stjärnans Bayerbeteckning, är en ljusstark jättestjärna i den mellersta delen av stjärnbilden Vattenormen. Den har en skenbar magnitud på 2,00 och är synlig för blotta ögat. Baserat på parallaxmätning inom Hipparcosuppdraget på ca 18,4 mas, beräknas den befinna sig på ett avstånd på ca 177 ljusår (ca 54 parsek) från solen.

## Nomenklatur
Alfa Hydrae har det traditionella namnet Alphard som kommer från det arabiska الفرد (al-fard), som betyder "den ensamme", och syftar till att stjärnan inte har några nära ljusa grannar på himlen. I stjärnkatalogen i kalendern Al Achsasi Al Mouakket, benämndes den som Soheil al Fard, som översattes till latin som Soheil Solitarius, vilket betyder "den ljusa ensamma". Astronomen Tycho Brahe kallade det Cor Hydræ, latin för "hjärtat av Hydra".
År 2016 anordnade Internationella astronomiska unionen en arbetsgrupp för stjärnnamn (WGSN) med uppgift att katalogisera och standardisera riktiga namn för stjärnor. WGSN fastställde namnet Alphard för Alfa Hydrae i juli 2016 och det ingår nu i IAU:s Catalog of Star Names.
Alphard är även avbildad på Brasiliens flagga, där den symboliserar delstaten Mato Grosso do Sul.

## Egenskaper
Alphard är en orange till röd ljusstark jättestjärna av spektralklass K3 II-III. Den har en massa som är ca 3 gånger större än solens massa, en radie som är ca 50 gånger större än solens och utsänder från dess fotosfär ca 780 gånger mera energi än solen vid en effektiv temperatur av ca 4 100 K.
Alphards spektrum visar ett svagt överskott av barium, ett grundämne som normalt produceras i s-processen av nukleosyntes. Typiskt hör en bariumstjärna till en dubbelstjärna och anomalierna i överskottet förklaras av massöverföring från en följeslagare, som kan vara en vit dvärgstjärna.
Precisa radialhastighetsmätningar har visat variationer i stjärnans radialhastighet och spektrallinjer. Oscillationerna är multiperiodiska med perioder från flera timmar upp till flera dygn. De kortvariga svängningarna har antagits vara ett resultat av stjärnpulsationer, som liknar de hos solen. En korrelation mellan variationerna i asymmetrin hos spektrallinjeprofilen och den radiella hastigheten har också hittats. De multiperiodiska svängningarna gör HD 81797 (Alphard) till ett objekt av intresse för asteroseismologiska undersökningar.